# Cámara de Representantes de los Estados Unidos
La Cámara de Representantes de Estados Unidos (en inglés: United States House of Representatives) o simplemente la Cámara (en inglés: the House) es la cámara baja del Congreso de Estados Unidos, que junto al Senado, que es la cámara alta, conforma el poder legislativo de Estados Unidos.
La composición de la Cámara se fija en el artículo 1 de la Constitución de Estados Unidos. La Cámara se compone de miembros que, conforme a la Ley de Distritos Congresionales Uniformes, representan cada uno un distrito geográficamente definido. El número de distritos en cada estado se fija por su población con base en los datos del censo de los Estados Unidos, y cada estado tiene derecho a al menos un representante. Desde su fundación en 1789, la Cámara se ha elegido directamente, pero el sufragio universal no se estableció hasta la aprobación de la Decimonovena Enmienda en 1919 y el movimiento por los derechos civiles de la década de 1960. Desde 1913, la Cámara se compone de 435 representantes.
Además, cinco delegados sin derecho a voto representan el distrito de Columbia y los territorios estadounidenses de Guam, las Islas Vírgenes de los Estados Unidos, la Mancomunidad de las Islas Marianas del Norte y Samoa Americana. Un Comisionado Residente sin derecho a voto, que cumple un mandato de cuatro años, representa al Estado Libre Asociado de Puerto Rico. A partir del censo de 2020, la delegación más grande es la de California, con 52 representantes. Seis estados tienen un solo representante: Alaska, Delaware, Dakota del Norte, Dakota del Sur, Vermont y Wyoming.[cita requerida]
La Cámara se encarga de la aprobación de la legislación federal, conocida como proyectos de ley; aquellos de los cuales también son aprobados por el Senado se envían al presidente para su consideración. La Cámara también tiene poderes exclusivos: inicia todos los proyectos de ley de ingresos, acusa a los funcionarios federales y elige al presidente si ningún candidato recibe la mayoría de los votos en el Colegio Electoral.
La Cámara se reúne en el ala sur del Capitolio de los Estados Unidos. El funcionario que preside es el presidente de la Cámara, que es elegido por los miembros de la misma. Otros líderes de bancada son elegidos por el Caucus Demócrata o la Conferencia Republicana, según el partido que tenga más miembros con derecho a voto.

## Historia
De acuerdo a los Artículos de la Confederación, el Congreso de la Confederación era un organismo unicameral con igual representación para cada estado, cualquiera de los cuales podía vetar la mayoría de las acciones. Después de ocho años de un gobierno confederal más limitado bajo estos artículos, numerosos líderes políticos como James Madison y Alexander Hamilton iniciaron la Convención Constitucional en 1787, que recibió la sanción del Congreso para "enmendar los Artículos de la Confederación". Todos los estados excepto Rhode Island acordaron enviar delegados.
La estructura del Congreso fue un tema polémico entre los fundadores durante la convención. El Plan Virginia, de Madison, establecía un congreso bicameral, con una cámara que representara a cada estado según su población, y otra en donde cada estado tenga una representación equitativa. Si bien el proyecto fue redactado por Madison, el gobernador de Virginia, Edmund Randolph, fue quien lo presentó a la Convención en 1787.
El Plan de Virginia contó con el apoyo de delegados de estados grandes como Virginia, Massachusetts y Pensilvania, ya que pedía una representación basada en la población. Los estados más pequeños, sin embargo, favorecieron el Plan de Nueva Jersey, que pedía un Congreso unicameral con representación equitativa de los estados.
Finalmente, la Convención alcanzó el Compromiso de Connecticut, según el cual una cámara del Congreso (la Cámara de Representantes) proporcionaría una representación proporcional a la población de cada estado, mientras que la otra (el Senado) proporcionaría una representación equitativa entre los estados. La Constitución fue ratificada por el número requerido de estados (nueve de los trece) en 1788, pero su implementación se fijó para el 4 de marzo de 1789. La Cámara comenzó a sesionar el 1 de abril de 1789, cuando logró cuórum por primera vez.
Durante la primera mitad del siglo XIX, la Cámara estuvo frecuentemente en conflicto con el Senado por cuestiones regionales divisorias, incluida la esclavitud. El norte era mucho más poblado que el sur y, por lo tanto, dominaba la Cámara de Representantes. Sin embargo, el norte no tenía tal ventaja en el Senado, donde prevalecía la representación equitativa de los estados.

Representación de todos los partidos políticos como porcentaje en la Cámara de Representantes a lo largo del tiempo

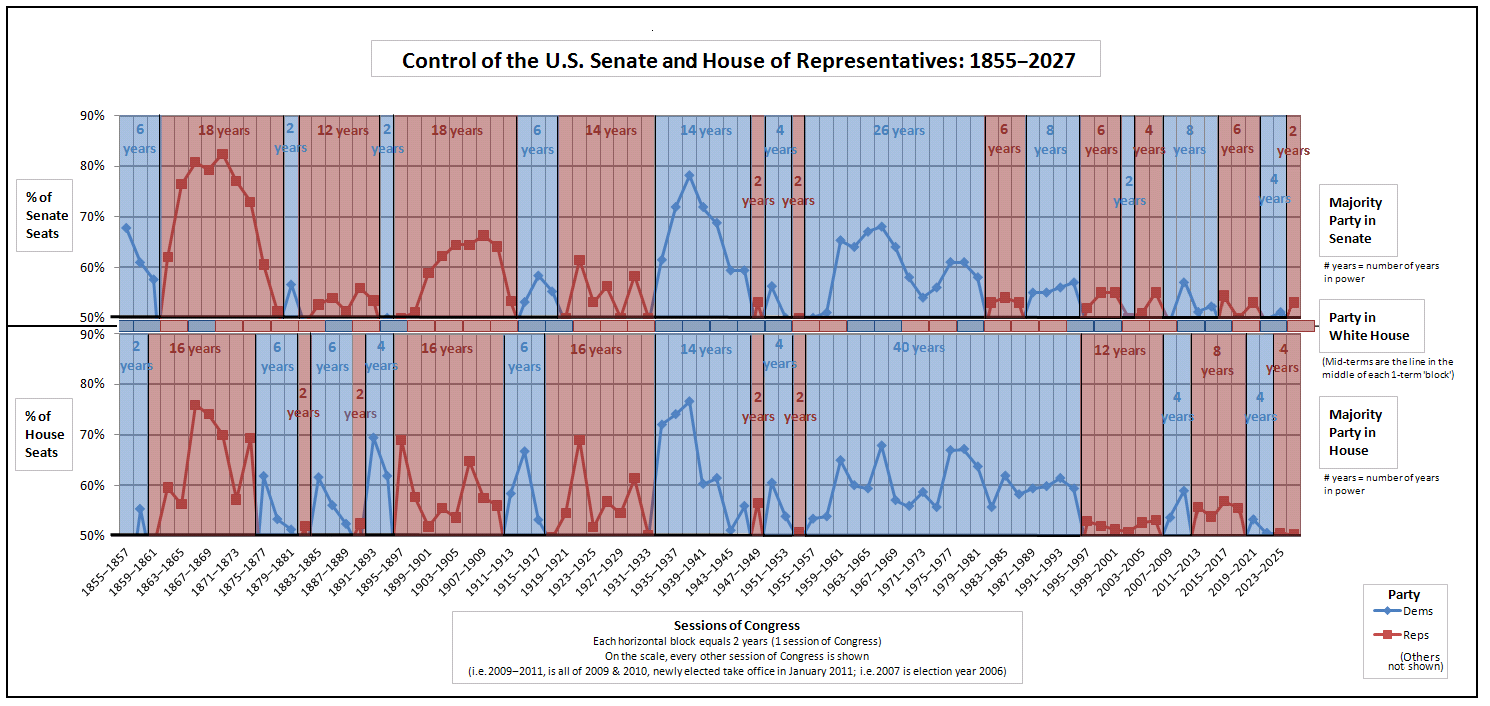
Gráfico histórico del control del partido en el Senado y la Cámara, así como en la presidencia

El conflicto regional fue más pronunciado por el tema de la esclavitud. Un ejemplo de una disposición repetidamente apoyada por la Cámara pero bloqueada por el Senado fue la Wilmot Proviso, que buscaba prohibir la esclavitud en la tierra ganada durante la guerra mexicano-estadounidense. El conflicto por la esclavitud y otros problemas persistió hasta la Guerra Civil (1861–1865), que comenzó poco después de que varios estados del sur intentaran separarse de la Unión. La guerra culminó con la derrota del Sur y la abolición de la esclavitud. Todos los senadores del sur, excepto Andrew Johnson, renunciaron a sus escaños al comienzo de la guerra y, por lo tanto, el Senado no mantuvo el equilibrio de poder entre el norte y el sur durante la guerra.
Los años de Reconstrucción que siguieron fueron testigos de grandes mayorías para el Partido Republicano, que muchos estadounidenses asociaron con la victoria de la Unión en la Guerra Civil y el fin de la esclavitud. El período de Reconstrucción terminó alrededor de 1877; la era que siguió, conocida como la Edad Dorada, estuvo marcada por marcadas divisiones políticas en el electorado. El Partido Demócrata y el Partido Republicano tuvieron mayorías en la Cámara en varios momentos.
A fines del siglo XIX y principios del XX también se vio un aumento dramático en el poder del presidente de la Cámara. El auge de la influencia presidencial comenzó en la década de 1890, durante el mandato del republicano Thomas Brackett Reed. "Czar Reed", como lo apodaron, intentó poner en práctica su punto de vista de que "el mejor sistema es que un partido gobierne y el otro observe". La estructura de liderazgo de la Cámara también se desarrolló durante aproximadamente el mismo período, con la creación de los puestos de líder de la mayoría y líder de la minoría en 1899. Mientras que el líder de la minoría era el jefe del partido minoritario, el líder de la mayoría permaneció subordinado al presidente. El cargo de presidente de la Cámara alcanzó su cenit durante el mandato del republicano Joseph Gurney Cannon, de 1903 a 1911. Los poderes del presidente incluían la presidencia del influyente Comité de Reglas y la capacidad de nombrar miembros de otros comités de la Cámara. Sin embargo, estos poderes se redujeron en la "Revolución de 1910" debido a los esfuerzos de los demócratas y los republicanos insatisfechos que se opusieron a las tácticas de mano dura de Cannon.

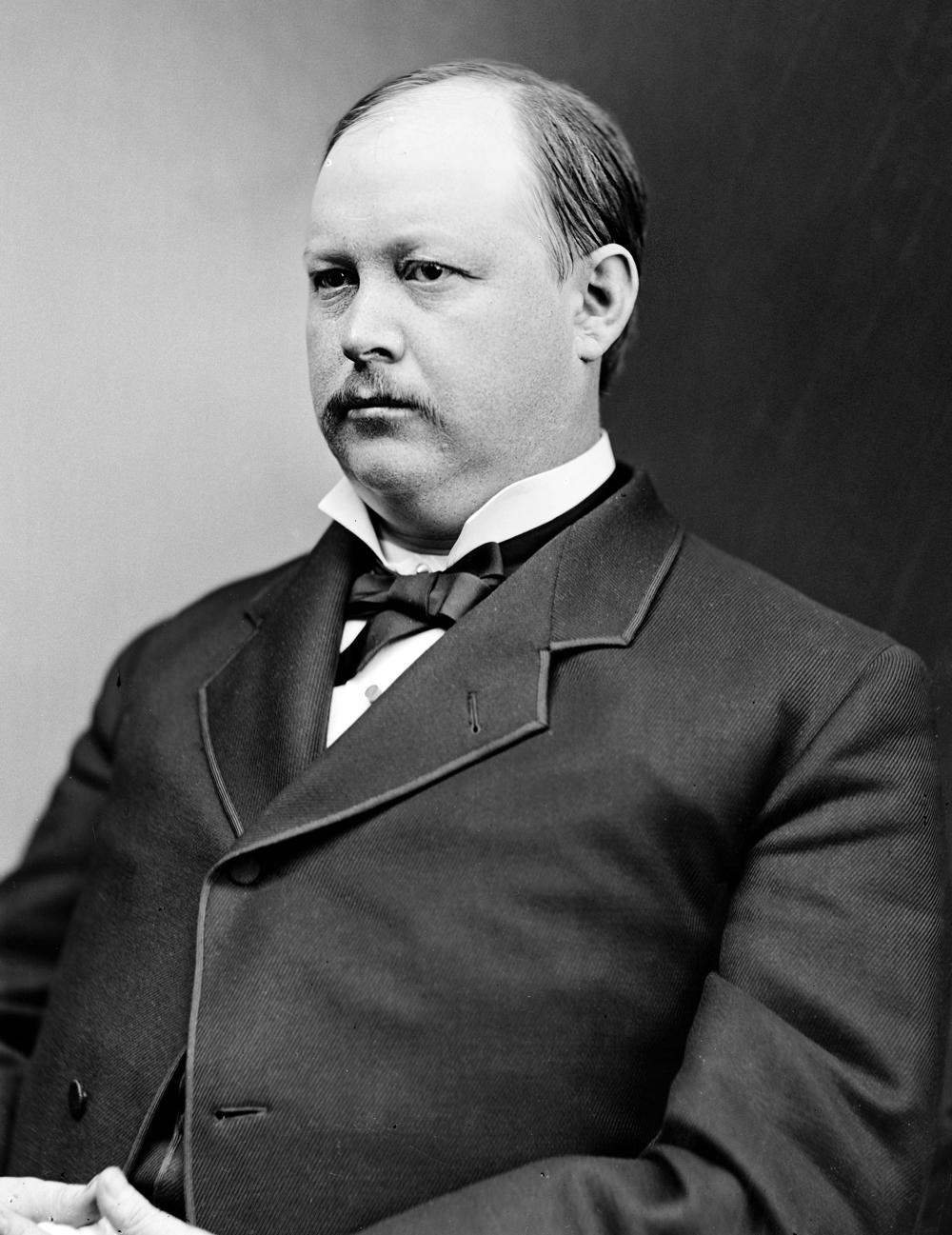
Presidente republicano de la Cámara Thomas Brackett Reed (1895–1899)

El Partido Demócrata dominó la Cámara de Representantes durante la administración del presidente Franklin D. Roosevelt (1933–1945), a menudo ganando más de dos tercios de los escaños. Tanto los demócratas como los republicanos estuvieron en el poder en varios momentos durante la próxima década. El Partido Demócrata mantuvo el control de la Cámara desde 1955 hasta 1995. A mediados de la década de 1970, los miembros aprobaron importantes reformas que fortalecieron el poder de los subcomités a expensas de los presidentes de los comités y permitieron que los líderes del partido nominaran a los presidentes de los comités. Estas acciones se tomaron para socavar el sistema de antigüedad y para reducir la capacidad de un pequeño número de miembros de alto nivel para obstruir la legislación que no favorecían. También hubo un cambio desde la década de 1990 hacia un mayor control del programa legislativo por parte del partido mayoritario; el poder de los líderes del partido (especialmente el presidencial) creció considerablemente. Según el historiador Julian E. Zelizer, la mayoría demócrata minimizó la cantidad de puestos de personal disponibles para los republicanos minoritarios, los mantuvo fuera de la toma de decisiones y manipularon sus distritos de origen. El republicano Newt Gingrich argumentó que la democracia estadounidense estaba siendo arruinada por las tácticas de los demócratas y que el Partido Republicano tenía que destruir el sistema antes de poder salvarlo. La cooperación en el gobierno, dice Zelizer, tendría que dejarse de lado hasta que depusieran al presidente Wright y recuperaran el poder. Gingrich presentó una queja de ética que condujo a la renuncia de Wright en 1989. Gingrich obtuvo el apoyo de los medios de comunicación y las fuerzas del buen gobierno en su cruzada para persuadir a los estadounidenses de que el sistema era, en palabras de Gingrich, "moral, intelectual y espiritualmente corrupto". Gingrich siguió al sucesor de Wright, el demócrata Tom Foley, como presidente después de que la Revolución Republicana de 1994 le dio a su partido el control de la Cámara.
Gingrich intentó aprobar un importante programa legislativo, el Contrato con América e hizo importantes reformas en la Cámara, en particular reduciendo la permanencia de los presidentes de los comités a tres mandatos de dos años. Muchos elementos del Contrato no fueron aprobados por el Congreso, fueron vetados por el presidente Bill Clinton o se modificaron sustancialmente en las negociaciones con Clinton. Sin embargo, después de que los republicanos mantuvieran el control en las elecciones de 1996, Clinton y la Cámara de Representantes liderada por Gingrich acordaron el primer presupuesto federal equilibrado en décadas, junto con una reducción sustancial de impuestos. Los republicanos mantuvieron la Cámara hasta 2006, cuando los demócratas ganaron el control y Nancy Pelosi fue posteriormente elegida por la Cámara como la primera presidenta de la Cámara. Los republicanos recuperaron la Cámara en 2011, con el mayor cambio de poder desde la década de 1930. Sin embargo, los demócratas recuperaron la cámara en 2019, lo que se convirtió en el mayor cambio de poder a los demócratas desde la década de 1970. En las elecciones de 2022, los republicanos recuperaron el control de la Cámara y obtuvieron una pequeña mayoría.

## Comités
Los comités de la Cámara examinan proyectos de ley y otras cuestiones y supervisan los organismos, programas y actividades dentro de sus jurisdicciones. 
El comité más grande de la Cámara es el Comité Plenario que, como su nombre sugiere, está formado por todos los miembros de la Cámara. El Comité se reúne en la cámara de la Cámara; puede considerar y enmendar proyectos de ley, pero no puede otorgarles la aprobación final. En general, los procedimientos de debate del Comité Plenario son más flexibles que los de la propia Cámara. Una de las ventajas del Comité Plenario es su capacidad para incluir a miembros del Congreso que no tienen derecho a voto.
La mayor parte del trabajo de los comités lo realizan veinte comités permanentes, cada uno de los cuales tiene jurisdicción sobre un conjunto específico de temas, como Agricultura o Relaciones Exteriores. Cada comité permanente considera, modifica e informa los proyectos de ley que caen bajo su jurisdicción. Los comités tienen amplios poderes con respecto a los proyectos de ley; pueden impedir que la legislación llegue al pleno de la Cámara. Los comités permanentes también supervisan los departamentos y agencias del poder ejecutivo. En el desempeño de sus funciones, los comités permanentes tienen la facultad de celebrar audiencias y citar testigos y pruebas.
A continuación se muestran todas los comités actuales de la Cámara:
- Comité de Agricultura
- Comité de Asignaciones
- Comité de Servicios Armados
- Comité de Presupuesto
- Comité de Educación y Trabajo
- Comité de Energía y Comercio
- Comité de Ética
- Comité de Servicios Financieros
- Comité de Asuntos Exteriores
- Comité de Seguridad Nacional
- Comité de Administración de la Cámara
- Comité de Justicia
- Comité de Recursos Naturales
- Comité de Supervisión y Reforma
- Comité de Normativa
- Comité de Ciencia, Espacio y Tecnología
- Comité del Pequeño Negocio
- Comité de Transportes e Infraestructuras
- Comité de Administración de Veteranos
- Comité de Medios
- Comité Selecto Permanente de Inteligencia
- Comité Conjunto sobre la Crisis Climática
- Comité Conjunto sobre la Modernización del Congreso
- Comité Conjunto sobre la Solvencia de los Planes de Pensiones de Empleadores
- Comité Conjunto de Economía
- Comité Conjunto de la Biblioteca
- Comité Conjunto de Impresión
- Comité Conjunto de Impuestos

## Líderes de la Cámara
| Líderes de la Cámara de Representantes 118.º Congreso | Líderes de la Cámara de Representantes 118.º Congreso | Líderes de la Cámara de Representantes 118.º Congreso | Líderes de la Cámara de Representantes 118.º Congreso | Líderes de la Cámara de Representantes 118.º Congreso | Líderes de la Cámara de Representantes 118.º Congreso |
| Cargo                                                 |                                                       | Titular                                               | Titular                                               | Distrito                                              | Desde                                                 |
| ----------------------------------------------------- | ----------------------------------------------------- | ----------------------------------------------------- | ----------------------------------------------------- | ----------------------------------------------------- | ----------------------------------------------------- |
| Presidente de la Cámara                               |                                                       |                                                       | Mike Johnson                                          | LA-04                                                 | 25 de octubre de 2023                                 |
| Liderazgo Republicano                                 |                                                       |                                                       |                                                       |                                                       |                                                       |
| Líder de la mayoría                                   |                                                       |                                                       | Steve Scalise                                         | LA-01                                                 | 3 de enero de 2023                                    |
| Líder adjunto de la mayoría                           |                                                       |                                                       | Tom Emmer                                             | MN-06                                                 | 3 de enero de 2023                                    |
| Presidente del Comité de Política Republicana         |                                                       |                                                       | Gary Palmer                                           | AL-06                                                 | 3 de enero de 2019                                    |
| Presidente de la Conferencia                          |                                                       |                                                       | Elise Stefanik                                        | NY-21                                                 | 14 de mayo de 2021                                    |
| Liderazgo Demócrata                                   |                                                       |                                                       |                                                       |                                                       |                                                       |
| Líder de la minoría                                   |                                                       |                                                       | Hakeem Jeffries                                       | NY-08                                                 | 3 de enero de 2023                                    |
| Líder adjunto de la minoría                           |                                                       |                                                       | Katherine Clark                                       | MA-05                                                 | 3 de enero de 2023                                    |
| Presidente del Caucus                                 |                                                       |                                                       | Pete Aguilar                                          | CA-33                                                 | 3 de enero de 2023                                    |
| Fuente:                                               |                                                       |                                                       |                                                       |                                                       |                                                       |

## Número de representantes por estado
La Cámara de Representantes de los Estados Unidos está compuesta por 435 representantes que sirven por un período de dos años. El número de representantes por cada estado se basa en la población de cada uno de ellos. De este modo, cada estado elige un número diferente de representantes:
| Estado             | N.º | Estado         | N.º | Estado        | N.º | Estado          | N.º | Estado              | N.º |
| ------------------ | --- | -------------- | --- | ------------- | --- | --------------- | --- | ------------------- | --- |
| Alabama            | 7   | Dakota del Sur | 1   | Kentucky      | 6   | Nebraska        | 3   | Rhode Island        | 2   |
| Alaska             | 1   | Delaware       | 1   | Luisiana      | 6   | Nevada          | 4   | Tennessee           | 9   |
| Arizona            | 9   | Florida        | 27  | Maine         | 2   | Nuevo Hampshire | 2   | Texas               | 36  |
| Arkansas           | 4   | Georgia        | 14  | Maryland      | 8   | Nueva Jersey    | 12  | Utah                | 4   |
| California         | 53  | Hawái          | 2   | Massachusetts | 9   | Nueva York      | 27  | Vermont             | 1   |
| Carolina del Norte | 13  | Idaho          | 2   | Míchigan      | 14  | Nuevo México    | 3   | Virginia            | 11  |
| Carolina del Sur   | 7   | Illinois       | 18  | Minnesota     | 8   | Ohio            | 16  | Virginia Occidental | 3   |
| Colorado           | 7   | Indiana        | 9   | Misisipi      | 4   | Oklahoma        | 5   | Washington          | 10  |
| Connecticut        | 5   | Iowa           | 4   | Misuri        | 8   | Oregón          | 5   | Wisconsin           | 8   |
| Dakota del Norte   | 1   | Kansas         | 4   | Montana       | 1   | Pensilvania     | 18  | Wyoming             | 1   |

## Delegados
La Cámara de Representantes de los Estados Unidos está compuesta también por 6 delegados del resto de territorios. Todos tienen voz, pero no voto.
| Territorio               | N.º |
| ------------------------ | --- |
| Distrito de Columbia     | 1   |
| Guam                     | 1   |
| Islas Marianas del Norte | 1   |
| Islas Vírgenes           | 1   |
| Puerto Rico              | 1   |
| Samoa Americana          | 1   |